# Dilochrosis
Genre
Dilochrosis est un genre d'insectes coléoptères de la famille des Scarabaeidae, de la sous-famille des Cetoniinae que l'on rencontre en Australie, en Nouvelle-Guinée et en Indonésie.

## Liste des espèces
Selon Catalogue of Life (3 juin 2025) :
- Dilochrosis atripennis (MacLeay, 1863)
- Dilochrosis bakewellii (White, 1859)
- Dilochrosis balteata (Snellen van Vollenhoven, 1871)
- Dilochrosis bipustulata Moser, 1903
- Dilochrosis brownii (Kirby, 1818)
- Dilochrosis ebenina (Butler, 1865)
- Dilochrosis flammula (Blanchard, 1853)
- Dilochrosis nigerrima (Snellen Van Vollenhoven, 1864)
- Dilochrosis parvula Moser, 1903
- Dilochrosis rufolatera Lea, 1914
- Dilochrosis walteri Lea, 1914